# Rosenpapegojnäbb
Rosenpapegojnäbb (Suthora webbiana) är en liten och långstjärtad tätting som numera vanligen placeras i familjen papegojnäbbar. Den förekommer naturligt i Östasien, med en frilevande population med okänt ursprung i italienska Lombardiet. Beståndet anses vara livskraftigt.

## Kännetecken

### Utseende
Rosenpapegojnäbben är en rätt liten (11–12,5 cm) och långstjärtad papegojnäbb, lik dess nära släktingar brunvingad och gråstrupig papegojnäbb. Denna art är generellt sand- eller skärbrun, mörkare och mer åt kastanjebrun på hjässa och vingar, undertill blekare beigebrun. Den långa och tvärt avskurna stjärten är mörkare, med gråbruna yttre stjärtpennor. Näbben är mycket kort och knubbig och de svarta ögonen sticker ut som pepparkorn på det otecknade ansiktet.

### Läten
Sången återges i engelsk litteratur som "rit rit piwee-you wee-ee-ee". Från flockar hörs tunna och tjattrande "chii chii chii chii".

## Utbredning och systematik
Rosenpapegojnäbben förekommer naturligt i östra Asien, i Kina och Korea. Den delas in i sex underarter med följande utbredning:
- Suthora webbiana suffusa – förekommer i bergen i nordvästra Kina (Shaanxi till västra Sichuan, Jiangxi, Guangdong)
- Suthora webbiana mantschurica – förekommer i östra Manchuriet i nordöstra Kina (östra Liaoning)
- Suthora webbiana fulvicauda – förekommer i nordöstra Kina (södra Liaoning) till Sydkorea
- Suthora webbiana webbiana – förekommer i kustnära östra Kina (södra Jiangsu och norra Zhejiang)
- Suthora webbiana elisabethae – förekommer i bergsskogarna i södra Kina (sydöstra Yunnan) och nordvästra Tonkin
- Suthora webbiana bulomacha – förekommer i höglandsområden i Taiwan

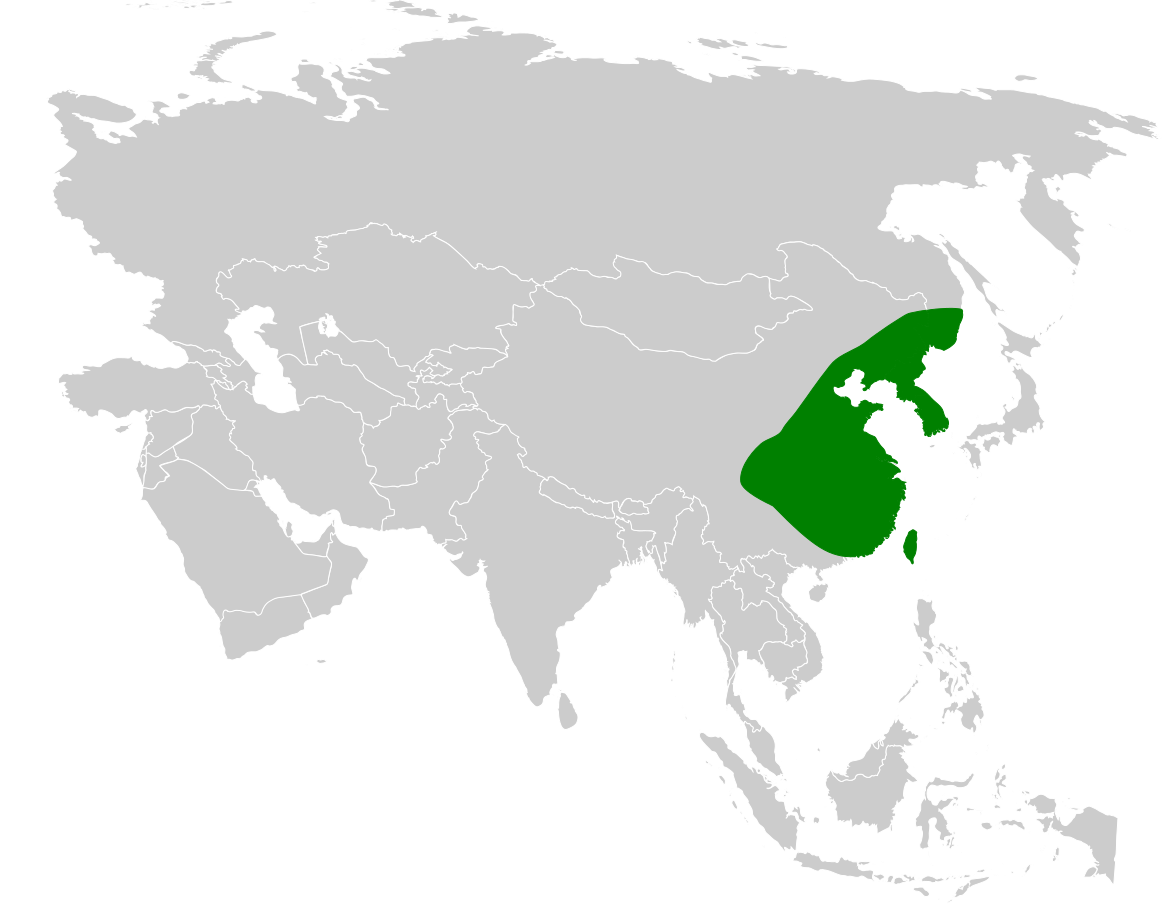
Rosenpapegojnäbbens utbredningsområde.

Fågeln är även tillsammans med gråstrupig papegojnäbb införd till Lombardiet i Italien där de etablerat en frilevande population.
Vissa behandlar rosenpapegojnäbb, brunvingad papegojnäbb och gråstrupig papegojnäbb som en och samma art. Där utbredningsområdet överlappar med den senare ses de i blandade flockar och har hybridiserat. Även i Italien ses hybrider.

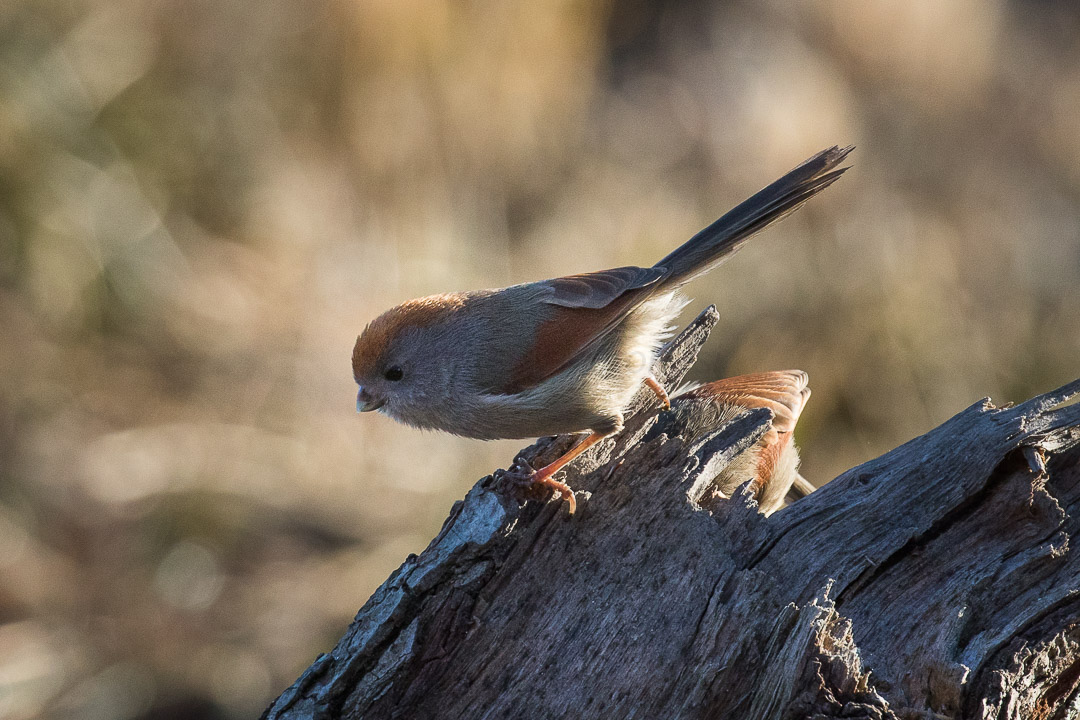
Rosenpapegojnäbb fotograferad i Italien, där den etablerat en frilevande population med oklart ursprung.

### Släktestillhörighet
Tidigare inkluderades alla papegojnäbbar förutom större papegojnäbb i Paradoxornis. DNA-studier visar dock att större papegojnäbb och den amerikanska arten messmyg (Chamaea fasciata) är inbäddade i släktet. Paradoxornis har därför delats upp i flera mindre släkten. Initialt placerades rosenpapegojnäbb med släktingar i släktet Sinosuthora, men detta har sedermera inkluderats i Suthora.

### Familjetillhörighet
DNA-studier visar att papegojnäbbarna bildar en grupp tillsammans med den amerikanska arten messmyg, de tidigare cistikolorna i Rhopophilus samt en handfull släkten som tidigare också ansågs vara timalior (Fulvetta, Lioparus, Chrysomma, Moupinia och Myzornis). Denna grupp är i sin tur närmast släkt med sylvior i Sylviidae och har tidigare inkluderats i den familjen. Enligt sentida studier skilde sig dock de båda grupperna sig åt för hela cirka 19 miljoner år sedan, varför tongivande International Ornithological Congress (IOC) numera urskilt dem till en egen familj, Paradoxornithidae. Denna linje följs här.

## Levnadssätt
Rosenpapegojnäbben påträffas i snår, flodnära buskmarker, skogsbryn och utkanten av vassbälten, ofta i ljudliga, kringflygande flockar. Den lever av frön, blommor, frukt och knoppar, men även insekter och deras ägg. Fågeln häckar mellan april och augusti och lägger flera kullar, oftast två.

## Status och hot
Arten har ett stort utbredningsområde och en stor population med stabil utveckling och tros inte vara utsatt för något substantiellt hot. Utifrån dessa kriterier kategoriserar internationella naturvårdsunionen IUCN arten som livskraftig (LC). Världspopulationen har inte uppskattats men den beskrivs som vanlig och vida spridd.

## Namn
John Gould som beskrev arten vetenskapligt 1852 gav den artnamnet webbianus som en hyllning till en viss "Mr. [J.] Webb, en herre som varit behjälplig i att uppmärksamma oss på ansenliga samlingar av fåglar och fyrbenta djur från grannskapet kring Shanghai i Kina /.../ som en hyllning till givaren av denna art och många andra intressanta fåglar till British Museum".